# Leonard Bernstein
Leonard Bernstein, nato Louis Bernstein (Lawrence, 25 agosto 1918 – New York, 14 ottobre 1990) è stato un direttore d'orchestra, compositore e pianista statunitense.
Un sondaggio svolto tra cento famosi direttori d'orchestra e pubblicato dalla rivista "Classic Voice" nel dicembre 2011 lo ha considerato il secondo più grande direttore d'orchestra di tutti i tempi, dietro a Carlos Kleiber. Artista di grande fama internazionale, è stato direttore dell'Orchestra filarmonica d'Israele e direttore musicale della New York Philharmonic, nonché presidente e direttore onorario dell'Orchestra dell'Accademia Nazionale di Santa Cecilia di Roma.

## Biografia
Bernstein nasce a Lawrence, nel Massachusetts, nel 1918 da una famiglia di ebrei ucraini di Rivne. Si avvicina al pianoforte all'età di 10 anni. Frequenta la Boston Latin School e nel 1939 è alla Harvard University, dove prende lezioni di teoria musicale e contrappunto da Arthur Tillman Merritt e Walter Piston. Dal 1939 al 1941 frequenta il Curtis Institute of Music a Filadelfia dove studia direzione d'orchestra con Fritz Reiner e orchestrazione con Randall Thompson. Presso il Berkshire Music Center a Tanglewood studia direzione con Serge Koussevitzky, del quale fu assistente.

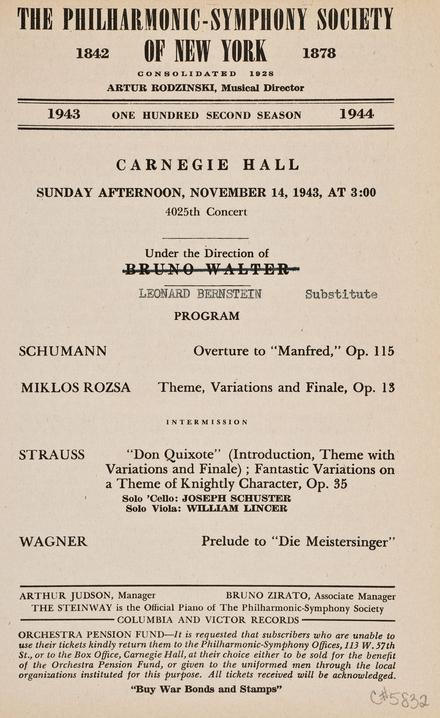
Programma del concerto di debutto di Leonard Bernstein con la New York Philharmonic, 1943

Nel 1943 Bernstein è nominato direttore assistente della New York Philharmonic, avendo l'occasione di mostrarsi al grande pubblico quando sostituisce il 14 novembre il direttore Bruno Walter alla Carnegie Hall. Successivamente, dal 1945 al 1947 è direttore della New York City Symphony. Fa la sua comparsa come direttore ospite presso altre orchestre negli Stati Uniti, Israele, Germania, Francia, Austria, Cecoslovacchia, e Italia svolgendo un'intensa attività concertistica nei più importanti centri musicali del mondo, dedicandosi contemporaneamente alla composizione.
ll 18 maggio 1948, Bernstein diresse il suo primo concerto in Italia al Teatro Nuovo di Milano con l’Orchestra Sinfonica Stabile da Camera dei Pomeriggi Musicali di Milano, il violinista Michelangelo Abbado (padre di Claudio Abbado) e il flautista Pasquale Rispoli. Nel dicembre del 1948 suona e dirige dal pianoforte il Concerto in Sol di Ravel in un programma che include la sua Suite da Fancy Free al Teatro Argentina di Roma, per la prima volta sul podio di Orchestra e Coro dell'Accademia Nazionale di Santa Cecilia. Inaugura così un sodalizio quarantennale con l'Orchestra dell'Accademia Nazionale di Santa Cecilia, continuando la collaborazione negli anni cinquanta e successivamente ottanta, anche in veste di Presidente Onorario dal 1983 al 1990.

Il 14 novembre 1950 Bernstein debutta con l'Orchestra del Teatro alla Scala come direttore e solista in un programma che include l’Overture del Don Giovanni di Mozart, il Concerto per pianoforte n.15 KV. 450, e la Seconda Sinfonia di Mahler. Nell'aprile dello stesso anno esegue la sua Sinfonia n. 2: The Age of Anxiety diretta da Arturo Basile con l'Orchestra Sinfonica della Rai di Torino. Nel dicembre 1953 diventa il primo americano a dirigere a un'opera al Teatro alla Scala dirigendo la Medea di Cherubini con Maria Callas e Fedora Barbieri, con la regia di Margarete Wallmann, scene e costumi di Salvatore Fiume. Nel 1955 ritorna alla Scala a dirigere La sonnambula con Maria Callas con la regia di Luchino Visconti.

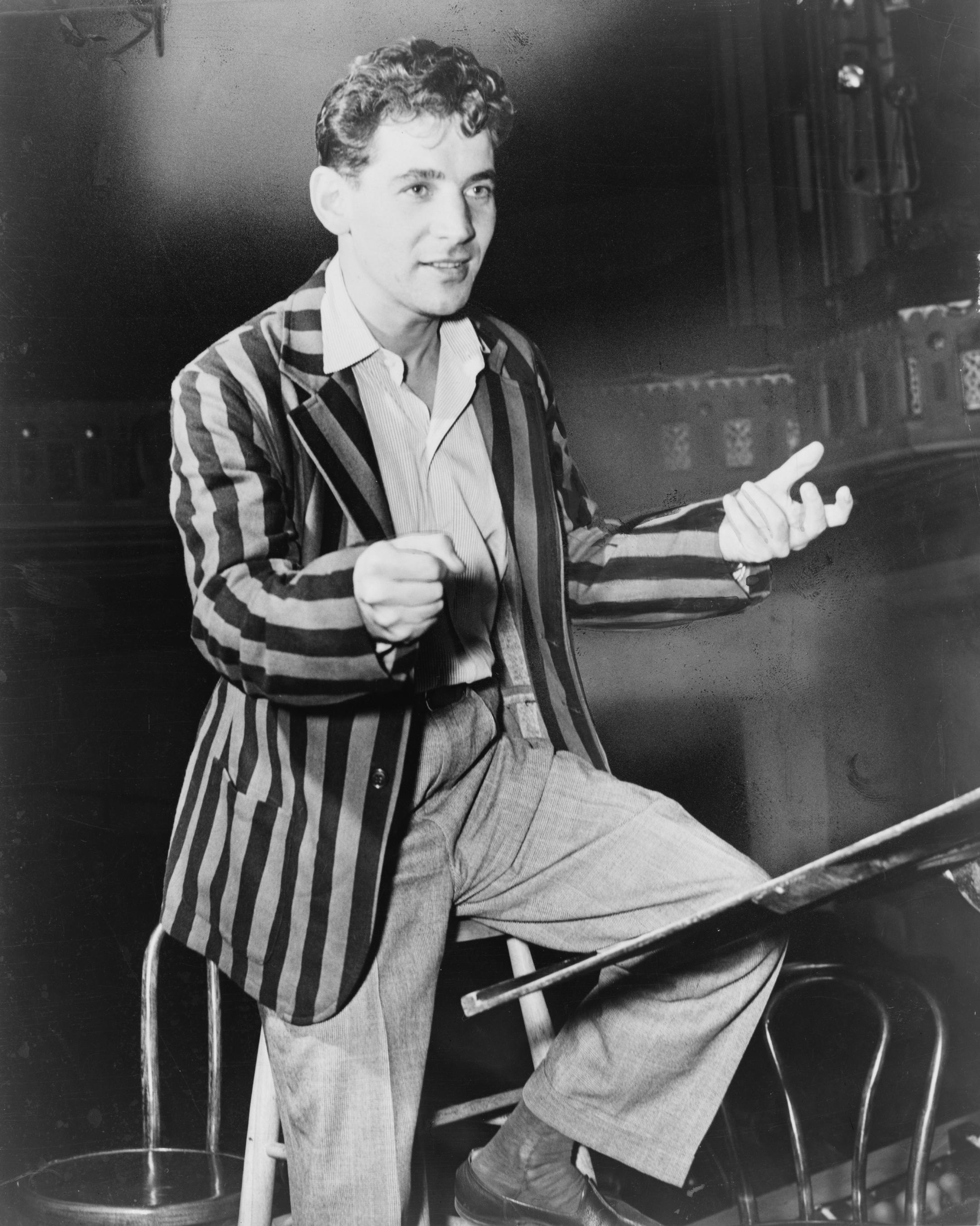
Bernstein dirige la New York City Symphony (1945)

Nel 1954 dirige al Teatro La Fenice di Venezia le prime esecuzioni assolute della Serenata dal "Simposio" di Platone di sua composizione con Isaac Stern, e la Sinfonia breve di Bruno Bettinelli. Nel 1955 dirige la sua Serenata con Isaac Stern e l'Orchestra filarmonica d'Israele in una tournée che tocca il Teatro Carlo Felice di Genova, il Teatro Comunale di Bologna, il Teatro Morlacchi di Perugia, il Teatro Comunale di Firenze, il Teatro San Carlo di Napoli, e il Teatro alla Scala di Milano. Nel 1958 dirige l'Orchestra del Teatro alla Scala di Milano al Teatro Regio di Parma in un concerto commemorativo per la morte di Arturo Toscanini.
Accresciuta la sua popolarità attraverso le sue apparizioni non solo come direttore d'orchestra e pianista, ma anche come commentatore e divulgatore, Bernstein intraprende progetti di sensibilizzazione dei giovani ascoltatori. In Novembre 1954, Bernstein presenta la sua prima serie di lezioni televisive per il programma culturale della CBS Television Network chiamato Omnibus. La lezione dal vivo intitolata "La Quinta Sinfonia di Beethoven" include la spiegazione del primo movimento della Sinfonia con il supporto della "Symphony of the Air" (prima conosciuta come NBC Symphony Orchestra, precedentemente diretta da Arturo Toscanini). Il programma presenta manoscritti di Beethoven, e un grande dipinto della prima pagina del manoscritto che copriva l'intero pavimento dello studio. Sei altre lezioni di Omnibus seguirono dal 1955 al 1961 coprendo un ampio raggio di soggetti, come il jazz, la direzione, il musical, la musica moderna, J.S. Bach, e l'opera.

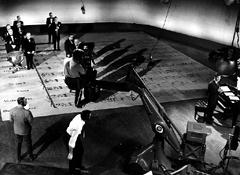
Leonard Bernstein durante la prima lezione di Omnibus, 1954. Photo by Roy Stevens / The Library of Congress.

Nel 1958 Bernstein diventa direttore musicale della New York Philharmonic, incarico che ricoprirà fino al 1969. Con questa orchestra svolge diverse tournée internazionali in America Latina, Europa, Unione Sovietica, e Giappone. Nella tournée del 1959, sponsorizzata dal Dipartimento di Stato degli Stati Uniti d'America, dirige alcuni concerti al Teatro La Fenice e al Teatro alla Scala dove è anche pianista, con un repertorio americano che include Gershwin, Barber, Ives, e proprie composizioni.
L'attività televisiva di Bernstein decolla ancor maggiormente come direttore della New York Philharmonic, quando inserisce il programma tradizionale del sabato pomeriggio Young People's Concerts alla New York Philharmonic per l'emittente CBS Television Network. Il programma, mandato in onda in oltre 40 nazioni, è guardato da milioni di telespettatori. Bernstein spesso presenta giovani musicisti di talento nel programma, tra cui i direttori d'orchestra Claudio Abbado e Seiji Ozawa. Le 53 puntate del programma dal 1958 al 1972 rappresentano una delle serie educative sulla musica di maggiore risalto mai prodotte per la televisione. Ricevettero grande consenso di critica e ricevettero numerosi Emmy Awards.
Nel 1963 Bernstein sceglie Claudio Abbado, giovane vincitore del Concorso Mitropoulos, come uno dei suoi assistenti alla New York Philharmonic. Abbado servirà in questa posizione per 5 mesi, durante i quali Bernstein lo introduce nel Young People's Concert No.5, dove Abbado dirige l'Introduzione e Allegro di Ravel per arpa, flauto, clarinetto, e archi con la New York Philharmonic.
Franco Zeffirelli fu parte del gruppo di amici di Bernstein dai primi anni Sessanta. I due collaborarono a una produzione di successo del Falstaff di Verdi al Metropolitan Opera nella primavera del 1964, dove sia Bernstein che Zeffirelli debuttarono. Nel 1968-69 iniziarono un progetto di film musicale su San Francesco d'Assisi, ma non riuscirono a trovare un accordo sulla sceneggiatura, e Bernstein si ritirò dalla produzione, che infine divenne Fratello sole, sorella luna (1972). Nel Gennaio 1970 Bernstein diresse Cavalleria Rusticana al Metropolitan Opera on Grace Bumbry e Franco Corelli in una produzione diretta da Zeffirelli. Nel 1972 ritorna con Carmen con Marilyn Horne e nel 1983 al Gala del Centenario.
Nel 1966, Bernstein iniziò un ricco e duraturo rapporto con i Wiener Philharmoniker, dirigendo concerti e debuttando alla Wiener Staatsoper nella produzione di Falstaff di Luchino Visconti, con Dietrich Fischer-Dieskau nel ruolo del protagonista. Bernstein ebbe un ruolo fondamentale nel riportare le opere di Mahler al centro del repertorio dei Wiener Philharmoniker, registrando più volte le sinfonie di Mahler con l'orchestra. Bernstein tornò alla Staatsoper nel 1968 per una produzione di Der Rosenkavalier e nel 1970 per la produzione di Fidelio di Beethoven, curata da Otto Schenk.

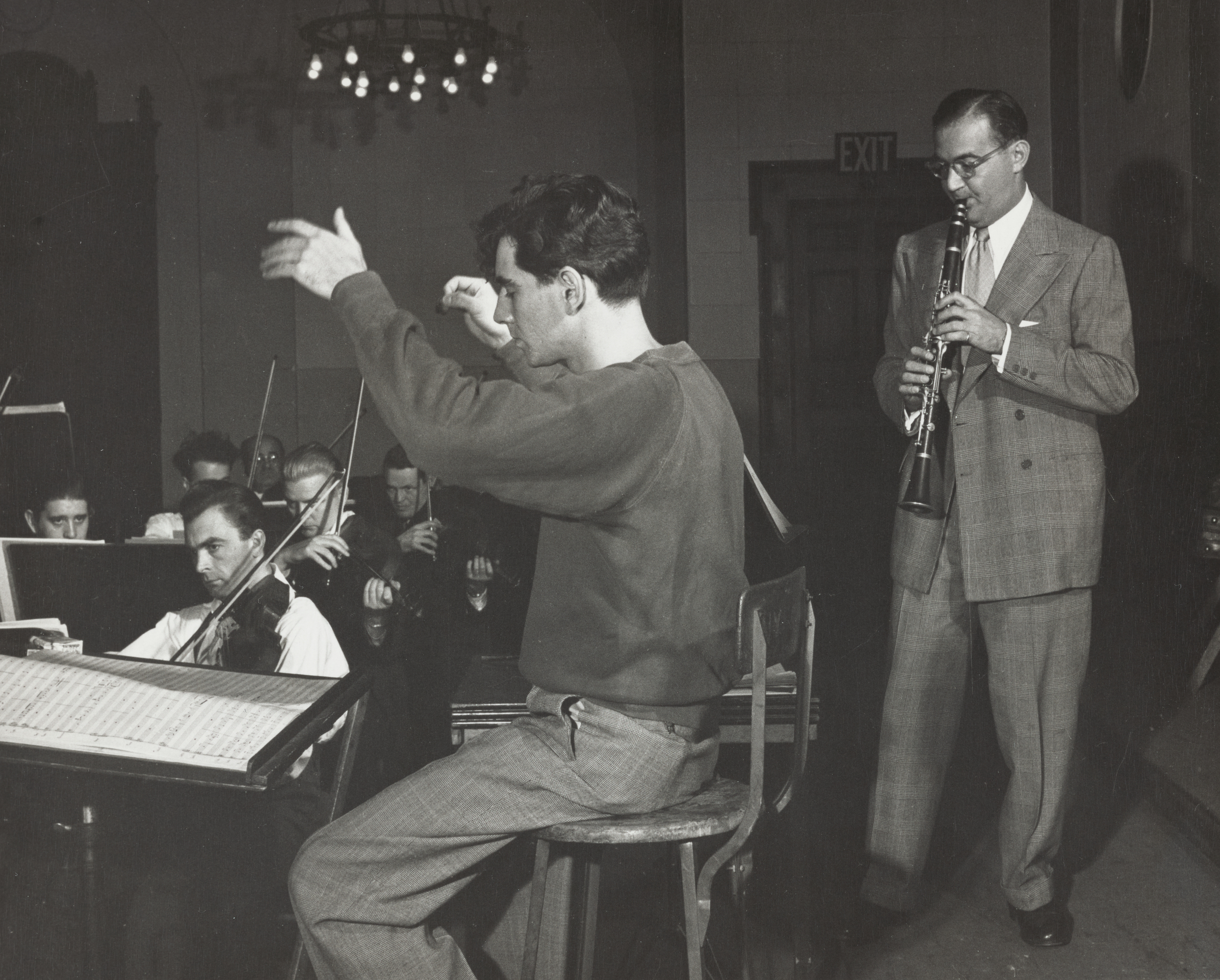
Leonard Bernstein e Benny Goodman in prova, circa 1949

Il 10 aprile 1963, Bernstein eseguì in prima assoluta la Sonata per clarinetto e pianoforte di Poulenc insieme a Benny Goodman alla Carnegie Hall. Poulenc stesso aveva programmato di suonare la parte pianistica alla prima. Purtroppo, il compositore morì di infarto quattro mesi prima del concerto. Bernstein accompagnò Goodman, che aveva commissionato l'opera, al posto di Poulenc.
Nel 1967, Bernstein presentò Inside Pop: The Rock Revolution, un documentario televisivo della CBS realizzato da David Oppenheim, dedicato ai giovani musicisti pop e rock che creavano musica come "sintomo e motore" di disordini sociali e divisioni generazionali. Lo status di Bernstein tra gli spettatori conservatori e di mezza età gli permise di colmare il divario generazionale e filosofico che li separava dal messaggio centrato sui giovani di questa nuova musica. Il documentario di Oppenheim rappresentò la prima volta in cui la musica pop venne presentata in televisione come una forma d'arte autentica. Questo riconoscimento coincise con una nuova considerazione, da parte di commentatori culturali e studiosi, per i progressi compiuti dai Beatles e da altri artisti contemporanei negli anni Sessanta.
Nel 1966, Jacqueline Kennedy commissionò a Bernstein la composizione di un’opera per l'inaugurazione del John F. Kennedy Center for the Performing Arts a Washington, D.C. Bernstein iniziò a scrivere Mass nel 1969 come un'opera teatrale su larga scala basata sulla Messa Tridentina della Chiesa cattolica. Nel 1971, Bernstein invitò il giovane compositore e paroliere Stephen Schwartz, che aveva da poco debuttato con il musical Godspell off-Broadway, a collaborare come co-autore dei testi. La prima mondiale ebbe luogo l’8 settembre 1971, diretta da Maurice Peress, con la regia di Gordon Davidson e le coreografie di Alvin Ailey.
La partitura di Bernstein combina elementi di teatro musicale, jazz, gospel, blues, folk, rock e musica sinfonica, mentre il libretto mescola liturgia latina e inglese, preghiere ebraiche e testi aggiuntivi scritti da Bernstein e Schwartz.
Mass suscitò reazioni contrastanti, sia entusiastiche che critiche, da parte del pubblico e della critica musicale. Mentre alcuni membri della Chiesa cattolica elogiarono l’opera per la sua espressione delle crisi di fede contemporanee, altri la considerarono blasfema. Nel 2000, Papa Giovanni Paolo II richiese una rappresentazione di Mass in Vaticano.
Nel 1969, Bernstein fondò Amberson Productions. In collaborazione con Unitel, Amberson realizzò numerose produzioni video di concerti, iniziando con la Messa da Requiem di Verdi nella Cattedrale di San Paolo a Londra nel 1970, eseguita dalla London Symphony Orchestra e prodotta e diretta da Humphrey Burton. Quest'ultimo avrebbe continuato a collaborare con Bernstein nei suoi progetti video musicali per il resto della sua vita.
Tra le numerose produzioni notevoli di Amberson con Unitel si distinguono la direzione da parte di Bernstein della Sinfonia n. 2 "Resurrezione" di Mahler con la London Symphony Orchestra nella Cattedrale di Ely nel 1973 e di Fidelio alla Wiener Staatsoper nel 1978.
Nel 1970, Bernstein scrisse e narrò Bernstein on Beethoven: A Celebration in Vienna, un’approfondita esplorazione dell’opera di Beethoven in occasione del 200º anniversario della nascita del compositore, girata in varie location a Vienna e dintorni. Il programma include estratti delle prove e della rappresentazione di Fidelio alla Wiener Staatsoper, diretto da Otto Schenk (che sarebbe stato ripreso e filmato nuovamente nel 1978), Bernstein che esegue e dirige al pianoforte il Concerto per pianoforte n. 1 e una performance della Sinfonia n. 9 con i Wiener Philharmoniker, con il giovane Plácido Domingo tra i solisti. Lo speciale, prodotto e diretto da Humphrey Burton, fu trasmesso in tutto il mondo e vinse un Emmy Award.
Nel 1972, Bernstein registrò Carmen di Bizet, con Marilyn Horne nel ruolo principale e James McCracken come Don José, dopo aver diretto diverse rappresentazioni dell'opera al Metropolitan Opera. Questa registrazione fu tra le prime in stereo a includere i dialoghi parlati originali tra le sezioni cantate dell'opera. Fu la prima incisione di Bernstein per Deutsche Grammophon e vinse un Grammy.

Collaborando con Unitel e Deutsche Grammophon, Bernstein realizzò numerose registrazioni audio e video con orchestre come la Royal Concertgebouw Orchestra, l'Orchestre de Paris, la Boston Symphony Orchestra, l’Orchestra Sinfonica di Roma della Rai, l'Israel Philharmonic Orchestra e l'Orchestre National de France. Negli anni '70, Bernstein diresse un ciclo completo delle sinfonie di Beethoven con i Wiener Philharmoniker, seguito negli anni '80 da cicli dedicati a Brahms e Schumann.

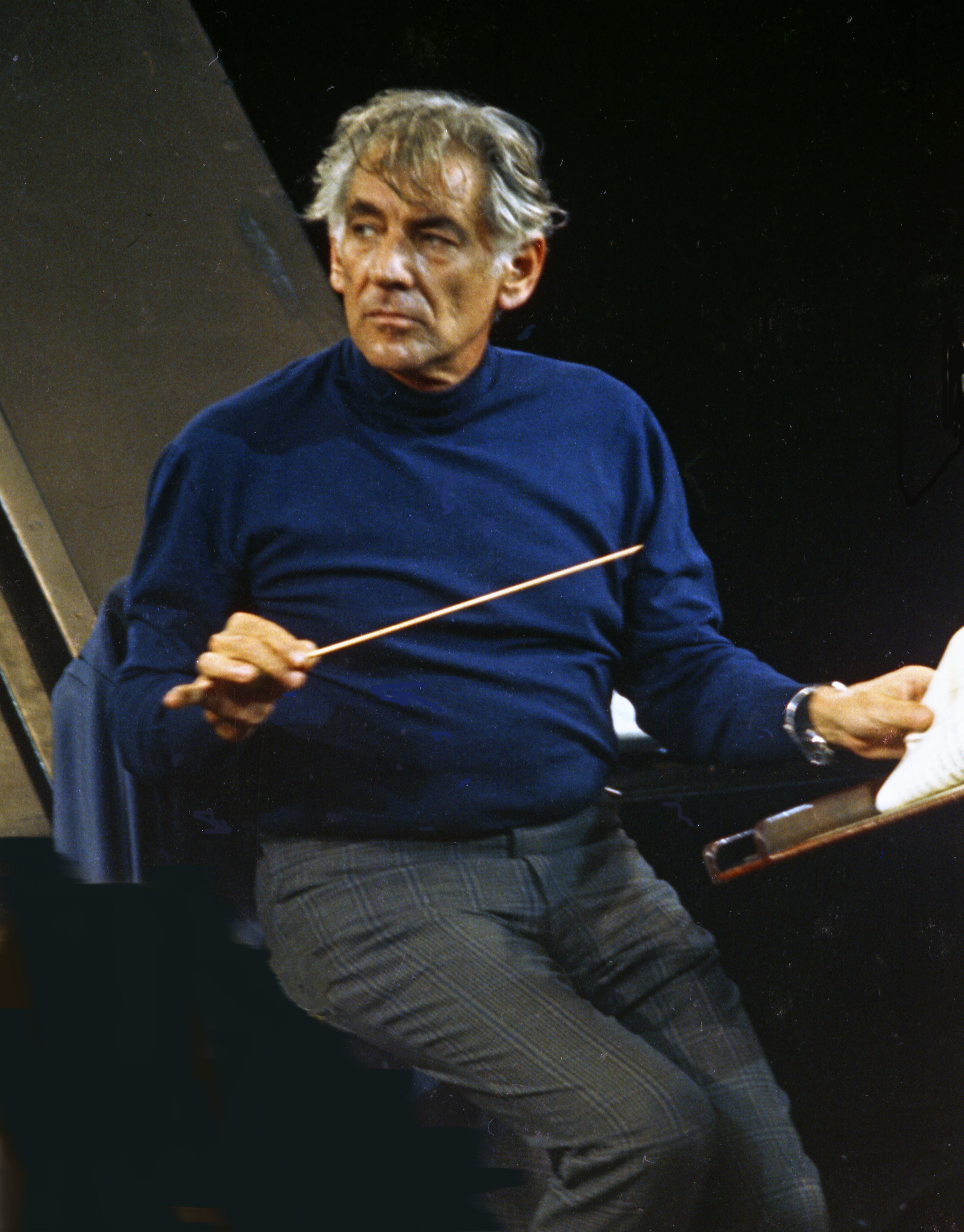
Leonard Bernstein nel 1973, fotografia di Allan Warren.

Il 23 giugno 1973, Bernstein diresse i suoi Chichester Psalms e il Magnificat di Bach per Papa Paolo VI in Vaticano, a Roma, in occasione del decimo anniversario della sua elezione al pontificato. Bernstein diresse l’Orchestra Sinfonica di Roma della RAI, l’Harvard Glee Club e il Newark Boys Chorus. Il Papa benedisse i musicisti e ringraziò Bernstein con queste parole: “Ecco un Americano che vien a dare lezione musicale a noi della vecchia Europa.”
Otto anni dopo, il 12 giugno 1981, Bernstein tornò in Vaticano per dirigere la Sinfonia n. 3 "Kaddish", Halil e Three Meditations da Mass con l’Orchestra dell’Accademia Nazionale di Santa Cecilia in onore di Papa Giovanni Paolo II.
Nel 1982 dirige l'Orchestra e il Coro della Scala in tre concerti nella Sinfonia di Salmi di Igor Stravinskij nella Basilica dei Santi Giovanni e Paolo (Venezia). Nel 1984 dirige la Quarta Sinfonia di Mahler con l'Orchestra Filarmonica della Scala.
Nel 1983, Bernstein scrisse una nuova opera, A Quiet Place, con un libretto di Stephen Wadsworth. L'opera debuttò alla Houston Grand Opera il 17 giugno 1983, diretta da John DeMain. A Quiet Place era un seguito dell'opera di Bernstein del 1951 Trouble in Tahiti, che fu eseguita prima della nuova opera durante la prima. Nel 1984, Bernstein e Wadsworth riorganizzarono A Quiet Place per includere Trouble in Tahiti nel mezzo, versione che fu eseguita al Teatro alla Scala e al Kennedy Center, con John Mauceri alla direzione. Nel 1986, Bernstein diresse e registrò l'opera alla Wiener Staatsoper.

Bernstein diresse una produzione di La Bohème al Teatro alla Scala nel 1955, una ripresa che sostituì la nuova produzione di Cavalleria rusticana che gli era stata promessa. Nel 1987, Bernstein registrò l'opera per Deutsche Grammophon con l'Accademia Nazionale di Santa Cecilia a Roma e un cast di giovani cantanti americani, tra cui Angelina Reaux (Mimi), Barbara Daniels (Musetta), Jerry Hadley (Rodolfo) e Thomas Hampson (Marcello).

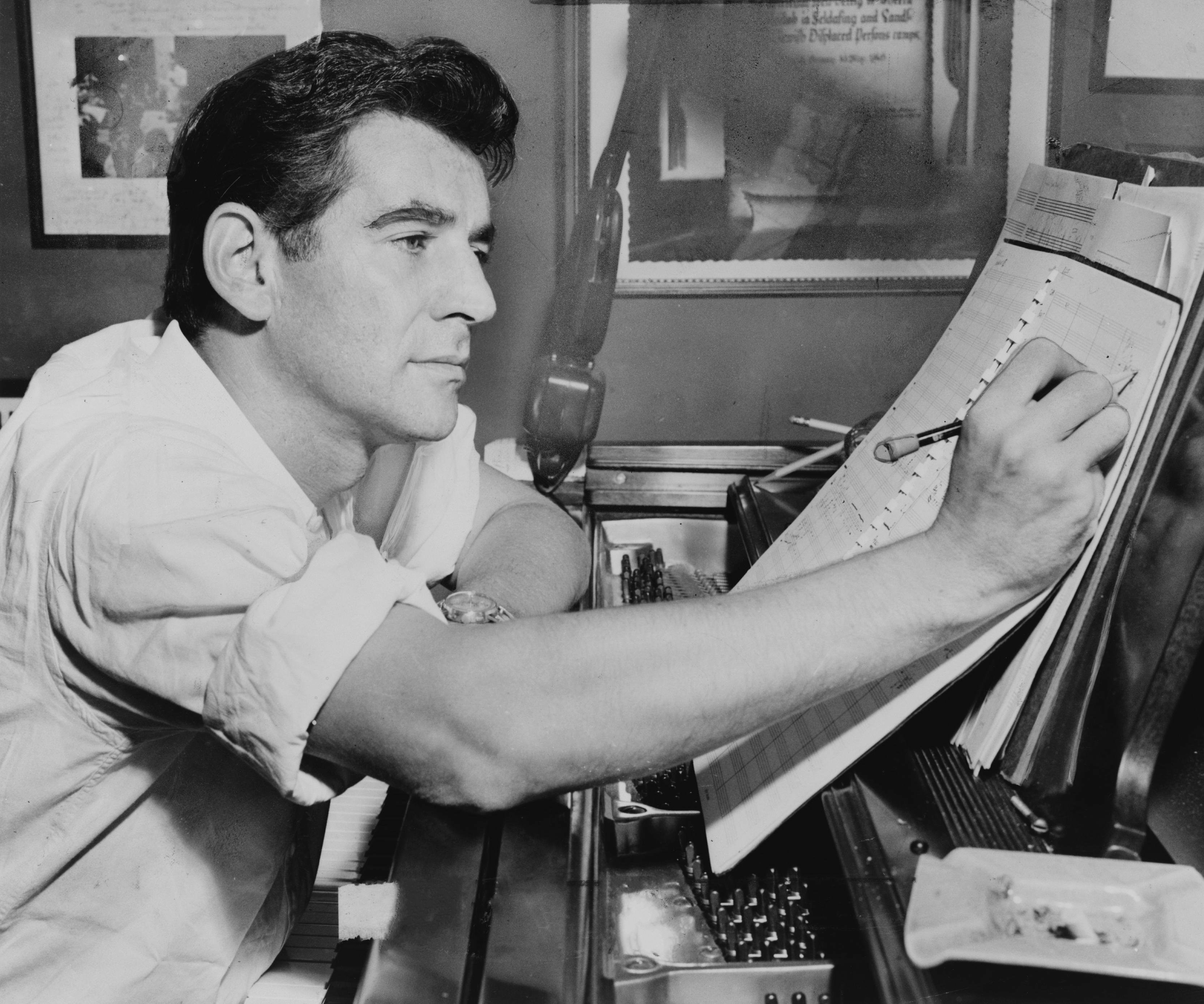
Leonard Bernstein, 1955

Come compositore, Bernstein fece un uso abile di elementi diversi, che spaziavano dai temi biblici, come nella Sinfonia n. 1: Jeremiah (1942) e nei Chichester Psalms (1965), ai ritmi jazz, come nella Sinfonia n. 2: The Age of Anxiety (1949), basata su una poesia di Wystan Hugh Auden, fino ai temi liturgici ebraici, come nella Sinfonia n. 3: Kaddish (1963). Le sue opere teatrali includono i musical On the Town (1944), Wonderful Town (1953) e West Side Story (1957), scritto con Stephen Sondheim, Arthur Laurents e Jerome Robbins, oltre all'operetta Candide (1956) e due opere: Trouble in Tahiti e A Quiet Place. Scrisse anche le musiche per tre balletti: Fancy Free (1944), Facsimile (1946) e Dybbuk (1974), tutti con coreografia di Jerome Robbins. Compose la colonna sonora per il film On the Waterfront (1954), per il quale ricevette una nomination all'Oscar.
Molti dei scritti di Bernstein furono pubblicati nei suoi libri The Joy of Music (1959), Concerti Giovani, della lettura e dell'ascolto (1961), L'infinita varietà della Musica (1966) e Findings (1982); ognuno di questi è stato ampiamente tradotto. Bernstein tenne anche sei conferenze presso l'Università di Harvard nel 1972–1973 come Professore di Poesia Charles Eliot Norton. Queste conferenze furono successivamente pubblicate e trasmesse in televisione come La Domanda senza Risposta.
Il 25 dicembre 1989, Bernstein diresse la Sinfonia n. 9 di Beethoven nel Konzerthaus di Berlino Est come parte di una celebrazione della caduta del Muro di Berlino. Il giorno precedente, aveva diretto la stessa opera a Berlino Ovest. L'orchestra era composta da membri rappresentanti i due Stati tedeschi e le quattro potenze occupanti della Berlino del dopoguerra. Il concerto di Natale fu trasmesso in diretta a una stima di 100 milioni di persone in più di venti paesi. Per l'occasione, Bernstein riformulò il testo dell'Inno alla Gioia di Friedrich Schiller, sostituendo la parola Freude (gioia) con Freiheit (libertà). Bernstein aggiunse: "Sono sicuro che Beethoven ci avrebbe dato la sua benedizione."
Negli anni '80, Bernstein consolidò il suo lascito educativo co-fondando tre accademie musicali: il Los Angeles Philharmonic Institute, la Schleswig-Holstein Musik Festival Orchestral Academy e il Pacific Music Festival. La sua ultima esibizione in Italia avvenne nel 1989 al Teatro alla Scala, dove diresse l'Orchestra del Schleswig-Holstein Musik Festival.
Bernstein diresse il suo ultimo concerto il 19 agosto 1990, con la Boston Symphony Orchestra a Tanglewood. Il programma comprendeva le Four Sea Interludes da Peter Grimes di Benjamin Britten e la Sinfonia n. 7 di Beethoven. Il programma includeva anche le Arias and Barcarolles di Bernstein, in una nuova orchestrazione di Bright Sheng. Tuttavia, la sua salute precaria gli impedì di preparare il lavoro, e il Tanglewood Conducting Fellow Carl St. Clair fu ingaggiato per dirigerlo al suo posto.

Durante il terzo movimento della sinfonia di Beethoven, Bernstein ebbe un attacco di tosse, ma continuò a dirigere fino alla conclusione del brano, lasciando il palco durante l'ovazione, visibilmente esausto e sofferente. Il concerto fu successivamente pubblicato in CD come Leonard Bernstein – The Final Concert dalla Deutsche Grammophon.

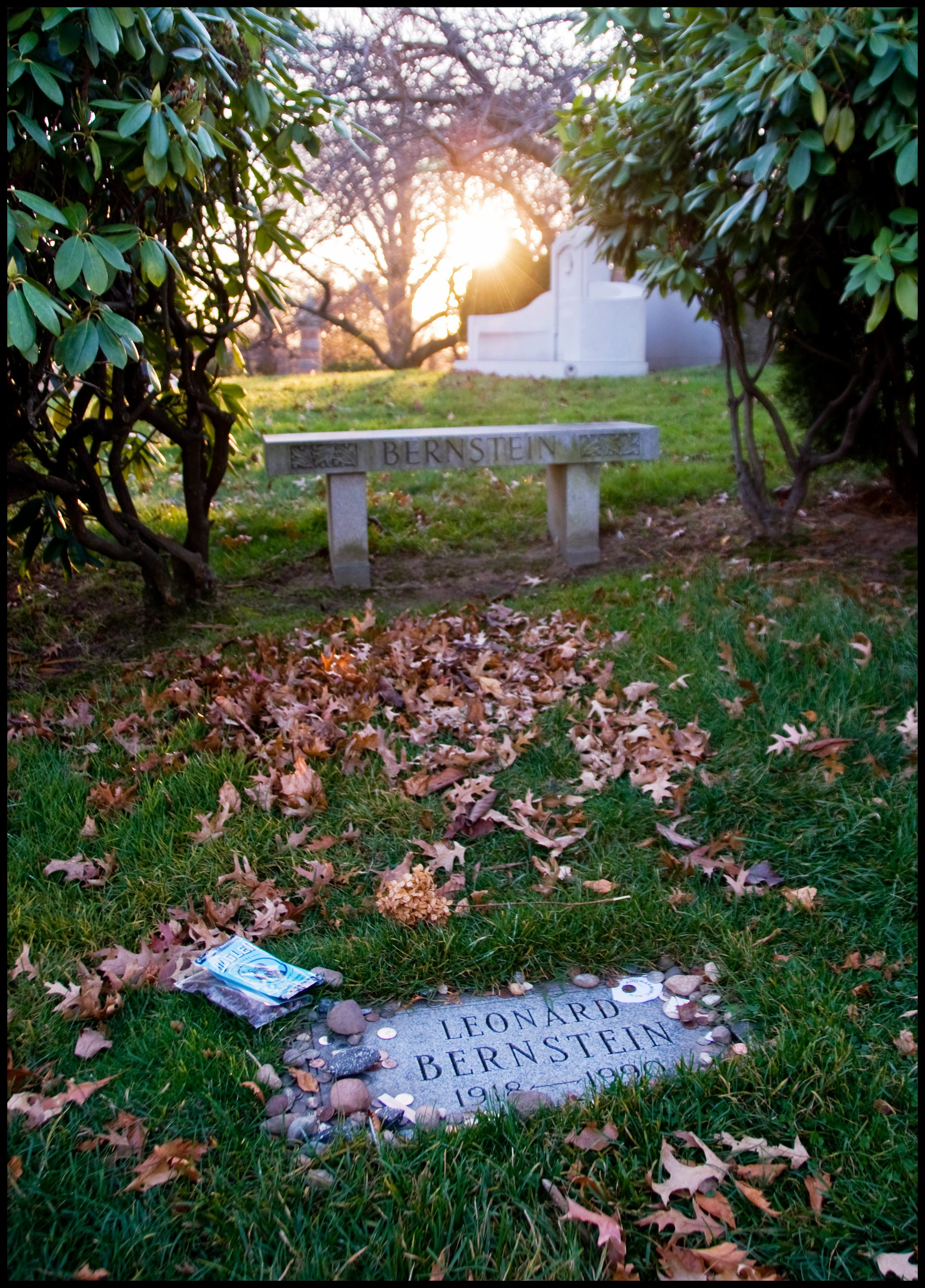
La tomba di Bernstein al cimitero di Green-Wood di New York.

Bernstein annunciò il suo ritiro dalla direzione d'orchestra il 9 ottobre 1990. Cinque giorni dopo, morì all'età di 72 anni nel suo appartamento a New York, al The Dakota, a causa di un attacco cardiaco provocato dal mesotelioma. Fumatore incallito per molti anni, Bernstein soffriva di enfisema sin dalla metà dei suoi cinquant'anni. Il giorno del suo funerale, durante la sua processione per le strade di Manhattan, i lavoratori edili si tolsero i cappelli e salutarono, gridando "Goodbye, Lenny". Bernstein è sepolto vicino alla sommità di Battle Hill al Green-Wood Cemetery di Brooklyn, New York, accanto a sua moglie, con una copia della partitura della Sinfonia n. 5 di Mahler adagiata sul suo cuore.

## Vita privata

### Sessualità
Dopo un turbolento fidanzamento annullato e poi riconfermato, Leonard Bernstein sposò l'attrice Felicia Cohn Montealegre il 10 settembre del 1951. La coppia ebbe due figlie e un figlio: Jamie, Alexander e Nina. Il carteggio di Bernstein, pubblicato nel 2013, rivela come la moglie fosse consapevole della sua omosessualità, di cui discute apertamente in una lettera: "Sei un omosessuale e potresti non cambiare mai - non ammetti la possibilità di una doppia vita, ma se la tua tranquillità, la tua salute, il tuo intero sistema nervoso dipende da certe abitudini sessuali, cosa ci puoi fare?". La sessualità del compositore era nota ai suoi amici e collaboratori. Arthur Laurents, librettista di West Side Story, lo ha definito "un uomo gay che si è sposato", affermando che Bernstein non viveva negativamente la propria omosessualità.
Nel 1976 decise di non tenere più nascosto il proprio orientamento sessuale, lasciò la moglie e iniziò a convivere con il direttore d'orchestra Tom Cothran. Quando alla moglie fu diagnosticato un tumore ai polmoni in fase terminale Bernstein tornò da lei e se ne occupò fino alla morte, avvenuta il 16 giugno 1978. Ebbe inoltre una lunga relazione con l'assicuratore giapponese Kunihiko Hashimoto, incontrato dopo un concerto della New York Philharmonic a Tokyo; la relazione sarebbe durata dieci anni.

### Idee politiche

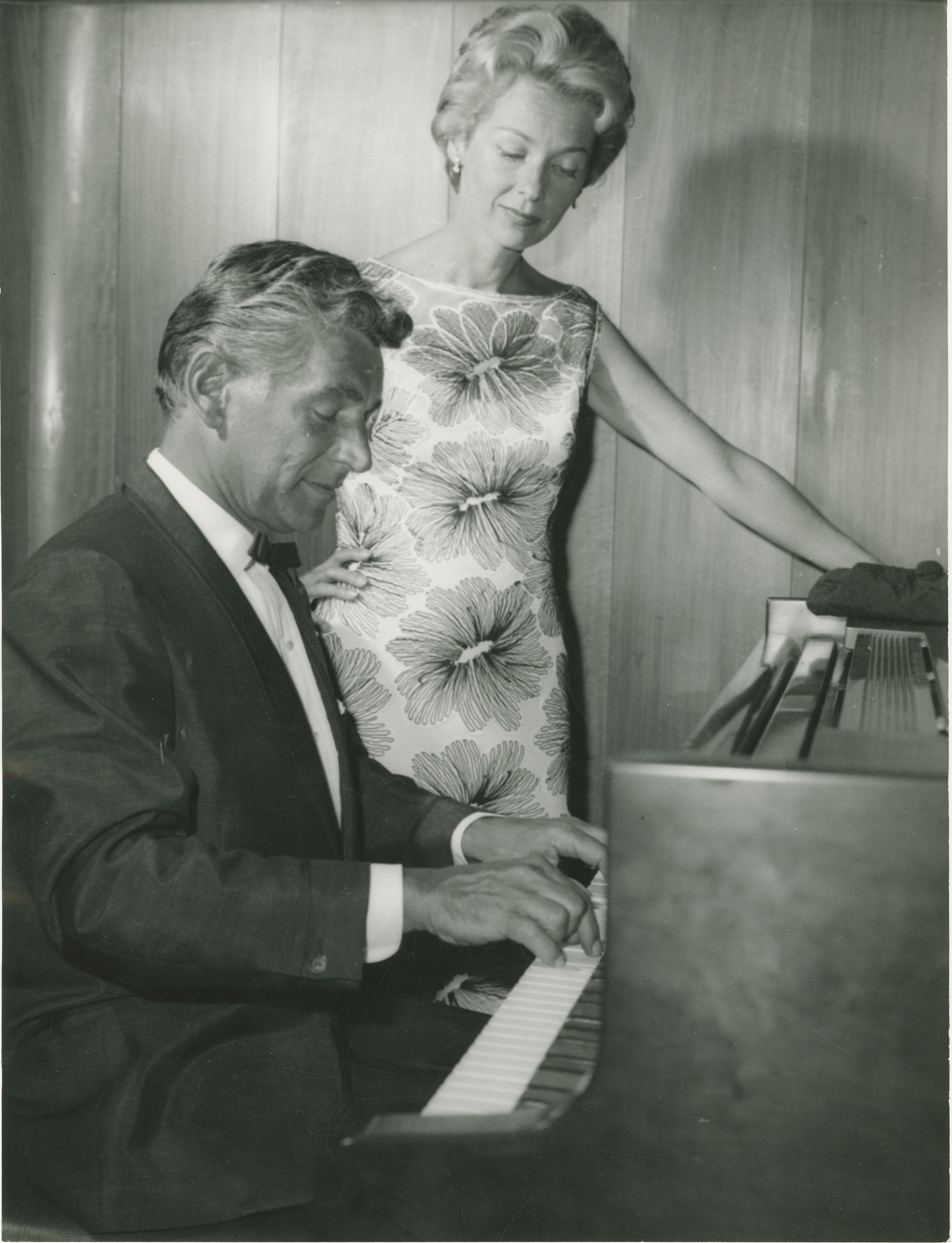
Leonard Bernstein con la moglie al pianoforte nel 1962.

Parallelamente alla sua attività musicale, Bernstein era conosciuto anche per il suo forte impegno politico. Da sempre schierato a sinistra, il 14 gennaio 1970 organizzò insieme a sua moglie, Felicia Montealegre, un ricevimento di vip e artisti per raccogliere fondi a favore del gruppo rivoluzionario marxista-leninista Pantere Nere. Per tale occasione, il giornalista Tom Wolfe scrisse un famoso saggio sulla copertina del New York Magazine, in cui coniò la definizione di "radical chic".

## Premi e riconoscimenti
La sua colonna sonora per il film Fronte del porto è stata scelta come ventiduesima più grande colonna sonora della storia del cinema dall'American Film Institute nel 2005.
- Membro dell'American Academy of Arts and Sciences, 1951
- Presidente Onorario dell'Accademia Nazionale di Santa Cecilia - Roma
- Premio Sonning, 1956
- Ditson Conductor's Award, 1958
- Kennedy Center Honors, 1980[68]
- George Peabody Medal - Johns Hopkins University, 1980
- Premio Ernst von Siemens, 1987
- Medaglia d'oro della Royal Philharmonic Society, 1987
- Grammy Award alla carriera, 1985
- Grammy Award for Best Album for Children
- Grammy Award for Best Orchestral Performance
- Grammy Award for Best Choral Performance
- Grammy Award for Best Opera Recording
- Grammy Award for Best Classical Vocal Performance
- Grammy Award for Best Instrumental Soloist(s) Performance (with orchestra)
- Grammy Award for Best Classical Contemporary Composition
- Grammy Award for Best Classical Album
- Grammy Hall of Fame Award
- Tony Award for Best Original Score

## Opere principali con data della prima esecuzione
Le composizioni di Bernstein includono opere per il teatro (balletti, musical, colonne sonore, opere), tra cui spicca il celebre musical West Side Story; composizioni per orchestra, tra cui tre sinfonie e quattro suite; musica sacra e da camera; musica vocale e per pianoforte solo.

### Opere per il teatro
- Fancy Free (balletto), 1944
- On the Town (Musical), 1944
- Facsimile (balletto), 1946
- Peter Pan (canzoni, musica di scena), 1950
- Trouble in Tahiti (Opera in atto unico, poi inglobata in "A Quiet Place"), 1952
- Wonderful Town (musical), 1953 Tony Award for Best Original Score
- Fronte del porto (colonna sonora), 1954
- The Lark (musica di scena), 1955
- Candide (Operetta comica in due atti), 1956
- West Side Story (musical), 1957
- The Firstborn (musica di scena), 1958
- Messa (opera teatrale per cantanti, suonatori e ballerini), 1971
- Dybbuk (balletto), 1974
- 1600 Pennsylvania Avenue, 1976
- A Quiet Place (opera in un atto), 1983 al Houston Grand Opera
- A Quiet Place and Trouble in Tahiti, (opera in 1 prologo e 3 atti) 1984 al Teatro alla Scala di Milano
- The Race to Urga (musical), 1987

### Composizioni per orchestra
- Sinfonia n. 1 Jeremiah, in tre movimenti, per orchestra con mezzosoprano (1944)
- Fancy Free and Three Dance Variations from "Fancy Free, per orchestra (organico leggermente ridotto); il balletto, scritto in preparazione di On the Town, è del 1946.
- Three Dance Episodes from "On the Town", per orchestra (1947)
- Sinfonia n. 2 The Age of Anxiety (tratta da Wystan Hugh Auden) per pianoforte e orchestra (1949)
- Serenata dal "Simposio" di Platone per violino, orchestra d'archi e percussione (1954) Teatro La Fenice di Venezia eseguito da Isaac Stern con l'Orchestra del Teatro La Fenice e diretto dal compositore
- Prelude, Fugue and Riffs per clarinetto e orchestra jazz (1955)
- Symphonic Suite from "On the Waterfront", per orchestra (1955)
- Symphonic Dances from "West Side Story" per orchestra (1961)
- Sinfonia n. 3 Kaddish, per orchestra, coro misto, coro di voci bianche, narratore e soprano (1963)
- Dybbuk, Suite n. 1 e 2 per orchestra (la prima suite con tenore e baritono) (1975)
- Songfest: A Cycle of American Poems, per sei cantanti e orchestra (1977)
- Three Meditations from "Mass" per violoncello e orchestra (1977)
- Slava! A Political Overture per orchestra e nastro registrato (1977)
- Divertimento per Orchestra (1980)
- Ḥalil, Notturno per Flauto solo, Piccolo, Flauto Alto, Percussioni, Arpa ed Orchestra d'Archi (1981)
- Concerto for Orchestra, poi col titolo di "Jubilee Games" (1989)
- A Quiet Place: Suite sinfonica, Suite Sinfonica per Orchestra dall'opera omonima (1989)

### Musica corale per chiesa o sinagoga
- Hashkiveinu per tenore solista, coro misto ed organo, 1945
- Missa Brevis per coro misto e controtenore solista, e percussioni, 1988
- Chichester Psalms per controtenore o mezzosoprano solista (voce bianca di ragazzo), coro misto ed Orchestra (anche arrangiato ed edito dalla EMI per controtenore o mezzosoprano solista (o voci soliste), coro misto, organo, arpa e percussioni), 1965

### Musica da camera
- The Birds (Musica incidentale per complesso da camera), 1939 (non pubblicato)
- Four Studies (per 2 Clarinetti, 2 Fagotti e Pianoforte), 1940 ca. (non pubblicato)
- The Peace (Musica incidentale per complesso da camera), 1941 (non pubblicato)
- Sonata per clarinetto e pianoforte, 1942 (durata 10')
- Sonata for Violin and Piano, 1940 (durata 15' 30")
- Trio per pianoforte (per violino, violoncello e pianoforte), 1937 (durata 16'30")
- Brass Music (for my brother Burtie), 1948 (durata 8')
- Prelude, Fugue and Riffs (per la big band di Woody Herman), 1949 (durata 8')
- Rondo for Lifey for trumpet and piano, 1950 (durata 2')
- Dance Suite, 1989, per Quintetto d'ottoni (durata 5')
- Three Meditations from "Mass" (per solo Violoncello), 1971 (durata 16')
- Variations on an octatonic scale (per Recorder e Violoncello), 1989 (durata 6')

### Arrangiamenti per complessi cameristici
- West Side Story (arrangiamenti di canzoni per voce/i e pianoforte)
- West Side Story (arr. dalla Suite orchestrale di danze sinfoniche, famosa quella per due pf. e percussioni)
- Halil (arr. per Flauto, Percussioni e Pianoforte)
- Candide (arr. dell'Overture per quintetto di fiati, ottoni, saxofoni)
- Serenade dal «Convito di Platone» (arr. per Violino e Pianoforte) 1954 al Teatro La Fenice di Venezia

### Musica vocale
- I Hate Music: A cycle of Five Kids Songs for Soprano and Piano, 1943
- La Bonne Cuisine: Four Recipes for Voice and Piano, 1948
- Arias and Barcarolles per Mezzo-Soprano, Baritono ed Orchestra (o pianoforte a quattro mani nella prima versione), 1988
- A Song Album, 1988

### Musica per pianoforte solo
- Bridal Suite (per Pianoforte a 4 mani), 1960 (durata 10')
- Five Anniversaries (per Pianoforte), 1949-1951 (durata 7')
- Four Anniversaries (per Pianoforte), 1948 (durata 6')
- Four Sabras (per Pianoforte), 1950 ca. (durata 6')
- Moby Diptych (per Pianoforte), 1981 (durata 2')
- Music for Two Pianos, 1937 (durata 6')
- Piano Sonata, 1938 (durata 15')
- Seven Anniversaries (per Pianoforte), 1943 (durata 11')
- Thirteen Anniversaries (per Pianoforte), 1988 (durata 23')
- Touches (Corale, otto variazioni e coda per Pianoforte), 1981 (durata 8' 30")

### Arrangiamenti per uno o più pianoforti
- Candide (arr. dell'Overture per Pianoforte a 4 mani e 2 Pianoforti)
- Divertimento (arr. per Pianoforte a 4 mani e 2 Pianoforti)
- West Side Story (arr. delle Danze Sinfoniche per due Pianoforti)
- Sinfonia No. 2 "The Age of Anxiety" (arr. per due Pianoforti)
- On the Town (arr. delle Tre Danze Sinfoniche per due Pianoforti)

## LaSerenata sul Simposio di Platone
(Leonard Bernstein in una lettera del 1954, descrivendo l'opera)

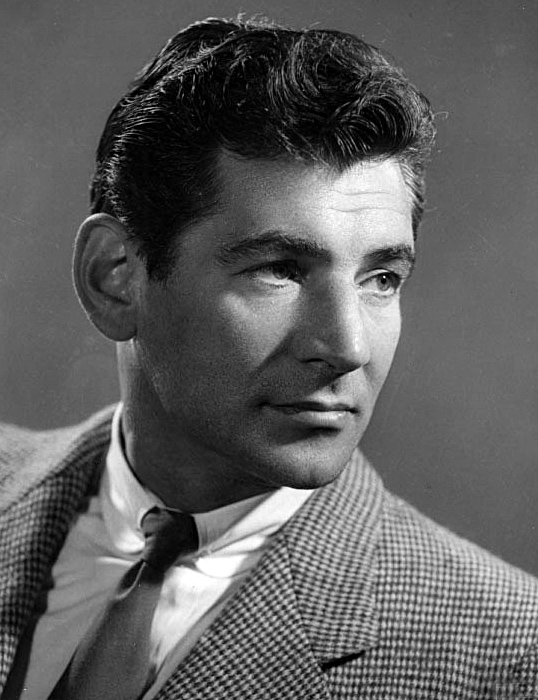
Leonard Bernstein, l'autore della Serenata sul Simposio di Platone, scritta nel 1954.

Dal Simposio stesso il compositore americano Leonard Bernstein trasse una composizione scritta per violino, archi e percussioni e completata in cinque movimenti il 7 agosto 1954, la Serenata sul Simposio di Platone. Per la composizione il compositore, direttore d'orchestra e pianista si ispirò a ciascuno del dialogo del testo, un dialogo di varie dichiarazioni correlate in lode dell'amore, ciascuna dichiarazione fatta da un distinto oratore.
Anche se la composizione è scritta per violino, archi, arpa e percussioni (timpani e altri cinque percussionisti che suonano tamburo laterale, tamburo tenore, grancassa, triangolo, piatto sospeso, xilofono, glockenspiel, carillon, blocchi cinesi, tamburello), il violino è lo strumento solista più importante. Il lavoro può quindi essere considerato un concerto per violino. La composizione dura circa mezz'ora.
Commissionato dalla Fondazione Koussevitzky il lavoro fu dedicato a Serge e Natalie Koussevitzky e fu diretto dallo stesso Bernstein il 12 settembre 1954, a La Fenice (Venezia), con l'Israel Philharmonic Orchestra e il violinista Isaac Stern. Fu anche registrato per la prima volta da Stern e Bernstein per la Columbia Records il 19 aprile 1956, a New York City, con la Symphony of the Air.
I movimenti dell'opera sono cinque, secondo quando detto da Bernstein stesso:
1. Fedro; Pausania (Lento; Allegro). ''Fedro apre il simposio con una orazione lirica in lode di Eros, il dio d’Amore. (Fugato, inizia col il violino solo), Pausania continua descrivendo la dualità di amante ed amato. Questa è espressa in un Allegro dalla forma sonata classica, basato sul materiale del fugato d’apertura''
2. Aristofane (allegretto). ''Aristofane non gioca il ruolo del giullare in questo dialogo, ma piuttosto quello del narratore di favole della buonanotte, invocando la fatata mitologia di amore''
3. Erissimaco (Presto). ''Il fisico parla dell’armonia corporale come un modello scientifico per le relazioni degli amanti. É un fugato estremamente breve, con un misto di mistero e humor''
4. Agatone (Adagio). ''Forse il discorso più commovente del dialogo, il panegirico di Agatone abbraccia tutti gli aspetti del potere, del fascino e delle funzioni di amore. Questo movimento è una semplice canzone tripartita''
5. Socrate; Alcibiade (Molto tenuto; Allegro molto vivace). ''Socrate descrive la sua visita alla profetessa Diotima, citando il suo discorso sulla demonologia di Eros. È una lenta introduzione di un peso maggiore che quello di ognuno dei movimenti precedenti; serve come ripresa altamente rielaborata della sezione centrale del movimento di Agatone, suggerendo quindi una forma-sonata nascosta. La famosa interruzione di Alcibiade e il suo gruppo di gaudenti ubriaconi sfocia nell’Allegro, che è un lungo Rondò che passa dalla agitazione, attraverso una musica di danza (come una Giga), alla gioiosa esaltazione. Se c’è qualche eco di jazz nella celebrazione, non vorrei che fosse presa come una anacronistica musica da festa greca, ma piuttosto la espressione naturale di un compositore americano contemporaneo imbevuto dello spirito di questo convivio senza tempo''

## Discografia
- Bach: Piano Concerto BWV 1052, Violin Concerto BWV 1042, Concerto for Oboe & Violin BWV 1060/Vivaldi: Piccolo Concerto - Glenn Gould/Isaac Stern/Harold Gomberg/William Helm/Leonard Bernstein/Columbia Symphony Orchestra/New York Philharmonic, 1957/1960/1967 Sony
- Bach: St. Matthew Passion - The Collegiate Chorale/Boys' Choir of the Church of the Transfiguration/New York Philharmonic/Addison/Allen/Lloyd/Bressler/Wildermann/Bell/Bernstein, 1963 Sony
- Barber, Adagio and other Romantic Favorites for Strings - Leonard Bernstein/New York Philharmonic, 1971 SONY BMG/CBS
- Barber, Adagio for Strings - Leonard Bernstein/Los Angeles Philharmonic, Deutsche Grammophon
- Barber and Schuman - Harold Gomberg/Isaac Stern/Leonard Bernstein/New York Philharmonic/William Vacchiano, 1971 SONY BMG/CBS
- Barber & Maxwell Davies: Violin Concertos - Isaac Stern/André Previn/Leonard Bernstein/New York Philharmonic/Royal Philharmonic Orchestra, 1965 SONY BMG
- Bartók: Concerto for Orchestra; Music for Strings, Percussion and Celesta - Leonard Bernstein/New York Philharmonic, 1964 SONY BMG
- Beethoven, The Five Piano Concertos - Leonard Bernstein/Wiener Philharmoniker, 1992 Deutsche Grammophon
- Beethoven, Conc. pf. n. 3, 4 - Zimerman/Bernstein, Deutsche Grammophon
- Beethoven, Piano Concertos Nos. 3 & No. 5 "Emperor" - Leonard Bernstein/New York Philharmonic/Rudolf Serkin, 1964 SONY BMG/CBS
- Beethoven, Conc. pf. n. 5 - Zimerman/Bernstein, Deutsche Grammophon
- Beethoven: Concerto In D Major for Violin and Orchestra, Op. 61 - Isaac Stern/Leonard Bernstein/New York Philharmonic, 1959 SONY BMG
- Beethoven, Fidelio - Bernstein/Janowitz/Kollo/Popp, 1978 Deutsche Grammophon
- Beethoven, Missa solemnis - Bernstein/Moser/Schwarz/Kollo, 1978 Deutsche Grammophon
- Beethoven, Sinf. n. 1-9 - Bernstein/Jones/Schwarz/Kollo, 1977/1978/1979 Deutsche Grammophon
- Beethoven, Symphonie No. 9 / Symphonie No. 8 - Leonard Bernstein/Wiener Philharmoniker, 1981 Deutsche Grammophon
- Beethoven, Symphony No. 1; Symphony No. 7 - Leonard Bernstein/New York Philharmonic, 1968 SONY BMG
- Beethoven, Symphonies Nos. 2 & 7 - Leonard Bernstein/New York Philharmonic, 1969 SONY BMG
- Beethoven, Symphony No. 3 in E-Flat Major, Op. 55 "Eroica" - Leonard Bernstein/New York Philharmonic, 1966 SONY BMG
- Beethoven, Symphonies Nos. 4 & 5, Egmont Overture - Leonard Bernstein/New York Philharmonic, 1970 Sony
- Beethoven, Symphony No. 5; Leonard Bernstein Talks About Beethoven's First Movement of the Fifth Symphony - Members of the Columbia Symphony Orchestra/Leonard Bernstein/New York Philharmonic, 1963 SONY BMG
- Beethoven, Symphonies No. 5 in C Minor, Op. 67 & No. 7 in A Major, Op. 92 - Leonard Bernstein/New York Philharmonic, 1963 Sony
- Beethoven, Symphonies Nos. 6 & 8 - Leonard Bernstein/New York Philharmonic, 1970 SONY BMG
- Beethoven: The Amnesty International Concert - Symphonies Nos. 7 & 9, Overtures, String Quartet & Missa solemnis - Leonard Bernstein/Symphonieorchester des Bayerischen Rundfunks/Wiener Philharmoniker, Deutsche Grammophon
- Beethoven, Symphony No. 9 op. 125 (Bernstein in Berlin: Ode an die Freiheit), Leonard Bernstein/Symphonieorchester des Bayerischen Rundfunks, Chor der Staatskapelle (Dresden), Kirov Orchestra (St. Petersburg), Orchestre de Paris, London Symphony Orchestra, New York Philharmonic, 1990 Deutsche Grammophon
- Beethoven, Symphony No. 9 & Fidelio Overture - Leonard Bernstein/New York Philharmonic, 1970 SONY BMG
- Beethoven, Violin Concerto in D Major, Op. 61 & Overtures - Isaac Stern/Leonard Bernstein/New York Philharmonic, 1970 SONY BMG
- Bellini, La sonnambula - Leonard Bernstein/Maria Callas/Orchestra del Teatro alla Scala di Milano, EMI
- Berlioz: Symphonie Fantastique, Op. 14, Berlioz Takes a Trip - Leonard Bernstein/New York Philharmonic, 1968 SONY BMG Bernstein Century
- Berlioz, Symphonie Fantastique - André Previn/Leonard Bernstein/London Symphony Orchestra/Orchestra National De France, EMI
- Berlioz: Harold in Italy, La Mort de Cleopatre - Leonard Bernstein/New York Philharmonic, 1963 SONY BMG
- Bernstein, American album - Copland/Barber/Bernstein, 1983 Deutsche Grammophon
- Bernstein, Candide - Bernstein/Hadley/Anderson, 1989 Deutsche Grammophon - Grammy Award al miglior album di musica classica 1991
- Bernstein: Candide Overture, Symphonic Dances from West Side Story, Symphonic Suite from the Film On The Waterfront, Fancy Free Ballet - Leonard Bernstein, 1964 SONY BMG/CBS
- Bernstein, Chichester Psal./Sinf. n. 1, 2 - Bernstein/Ludwig/Foss, Deutsche Grammophon
- Bernstein, Kaddish & Chichester Psalms - Leonard Bernstein/Columbus Boychoir/Felicia Montealegre/John Bogart/Jenny Tourel/Camerata Singers/New York Philharmonic, 1965 SONY BMG - Grammy Award al miglior album di musica classica 1965
- Bernstein, The Age of Anxiety & Serenade After Plato's "Symposium" - Isaac Stern/Leonard Bernstein/Lucas Foss/Lukas Foss/New York Philharmonic/The Symphony of the Air, 1956 Sony
- Bernstein, On the Town (Studio Cast Recording) - Adolph Green/Betty Comden/John Reardon/Leonard Bernstein/Nancy Walker, 1964 SONY BMG
- Bernstein, West Side St./Candide/On the town/Quiet pl./White H.Cantata - Bernstein/Tilson Thomas/Nagano, 1984/1986/1989/1992/1998 Deutsche Grammophon
- Bernstein, West Side Story - Bernstein/Te Kanawa/Carreras, 1984 Deutsche Grammophon
- Bernstein: Jeremiah - Symphony No. 1; The Age of Anxiety - Symphony No. 2 - Leonard Bernstein, 1965 SONY BMG
- Bernstein: Trouble in Tahiti; Facsimile for Orchestra - Antonia Butler/Columbia Wind Ensemble/Julian Patrick/Leonard Bernstein/Mark Brown/Michael Clarke/Nancy Williams/New York Philharmonic, 1966 SONY BMG
- Bernstein: Prelude, Fugue and Riffs & Other Works - Benny Goodman/Leonard Bernstein/New York Philharmonic/Zino Francescatti, 1968 SONY BMG
- Bizet, Carmen - Leonard Bernstein/Metropolitan Opera Orchestra & Chorus/Marilyn Horne, 1973 Deutsche Grammophon - Grammy Award for Best Opera Recording 1974
- Bizet: Symphony No. 1 In C Major - Offenbach: Gaîté Parisienne - Von Suppé: Die Schöne Galatea Overture - Leonard Bernstein/New York Philharmonic, 1971 SONY BMG
- Marc Blitzstein, The Airborne Symphony - Leonard Bernstein/New York Philharmonic, 1976 Sony
- Brahms, Conc. vl./Conc. vl. e vlc. - Kremer/Maisky/Bernstein, Deutsche Grammophon
- Brahms, Sinf. n. 1-4/Conc. vl./Doppioconcerto/Ouvertures - Bernstein/Kremer/Maisky, 1972/1981/1982 Deutsche Grammophon
- Brahms: Symphony No. 1 in C Minor, Op. 68 - Leonard Bernstein, 1961 SONY BMG
- Brahms, Symphony No. 2 - Leonard Bernstein/Wiener Philharmoniker, 1983 Deutsche Grammophon
- Brahms: Symphony No. 2 In D Major; Symphony No. 3 In F Major - Leonard Bernstein/New York Philharmonic, 1966 SONY BMG
- Brahms, Symphonie No. 3 - Leonard Bernstein/Wiener Philharmoniker, 1983 Deutsche Grammophon
- Brahms, Symphony No. 4 Academic Festival Overture/Tragic Overture - Leonard Bernstein/New York Philharmonic, 1963 SONY BMG
- Brahms: Symphony No. 4 in E Minor Op. 98 - Tragic Overture Op. 81 - Leonard Bernstein/Wiener Philharmoniker, 1983 Deutsche Grammophon
- Brahms: Piaño Concerto No. 2, "Haydn" Variations - André Watts/Leonard Bernstein/New York Philharmonic, 1978 SONY BMG
- Brahms: Concerto for Piano and Orchestra No. 1 in D Minor, Op. 15 - Glenn Gould/Leonard Bernstein/New York Philharmonic, 1963 SONY BMG
- Brahms: Hungarian Dances Nos. 5 & 6 - Liszt: Les Préludes - Hungarian Rhapsodies Nos. 1 & 4 - Enescu: Romanian Rhapsody No. 1 - Leonard Bernstein, 1971 Sony
- Bruckner, Symphony No. 9 in D minor - Leonard Bernstein/New York Philharmonic, 1971 SONY BMG
- Cherubini, Medea - Leonard Bernstein/Maria Callas/Orchestra del Teatro alla Scala di Milano, EMI
- Tchaikovsky: Symphony No. 1 in G Minor, Op. 13 "Winter Daydreams" - Symphony No. 2 in C Minor, Op. 17 "Little Russian" - Leonard Bernstein, 1971 Sony
- Tchaikovsky: Symphony No. 3 in D Major, Op. 29 "Polish" - Symphony No. 4 in F Minor, Op. 36 (Movement I) - Leonard Bernstein, 1972 Sony
- Ciaikovsky, Sinf. n. 4-6/Opere orchestrali - Bernstein, 1984/1986/1988/1989 Deutsche Grammophon
- Tchaikovsky, Symphony No. 4 & Capriccio Italien - Leonard Bernstein/New York Philharmonic, 1961 SONY BMG
- Tchaikovsky: Symphony No. 4 in F minor, op. 36 (Movts. II-IV); Symphony No. 5 in E minor, op. 64 - Leonard Bernstein/New York Philharmonic, 1962 Sony
- Ciaikovsky, Sinf. n. 6 - Bernstein, 1986 Deutsche Grammophon
- Tchaikovsky, Concerto for Violin and Orchestra & Serenade for Strings - Isaac Stern/Leonard Bernstein/New York Philharmonic, 1993 SONY BMG
- Tchaikovsky: The Nutcracker, Swan Lake, Sleeping Beauty, and Eugene Onegin - Leonard Bernstein, 1976 Sony
- Tchaikovsky: Overture "1812" - Romeo and Juliet - Capriccio italien - Israel Philharmonic Orchestra/Leonard Bernstein, Deutsche Grammophon
- Tchaikovsky: Concerto No. 1 for Piano and Orchestra - Dvořák: Concerto for Piano and Orchestra in G Minor - Justus Frantz/Leonard Bernstein/New York Philharmonic/Philippe Entremont, 1962 SONY BMG
- Copland: Appalachian Spring, Rodeo, Billy the Kid, Fanfare for the Common Man (Billy The Kid) - Leonard Bernstein/New York Philharmonic, 1967 SONY BMG Bernstein Century
- Copland, Symphonies Nos. 3 & 1 - E. Power Biggs/Leonard Bernstein/New York Philharmonic, 1968 SONY BMG Bernstein Century
- Debussy: La Mer; Afternoon of a Faun; Two Nocturnes; Jeux - Leonard Bernstein, 1965 SONY BMG
- Tchaikovsky: 1812 Overture, Marche Slave, Romeo and Juliet, Capriccio Italien, Hamlet - Leonard Bernstein/New York Philharmonic, 1963 SONY BMG/CBS
- Dvorak, Sinf. n. 9/Danze slave n.1, 3, 8 - Bernstein, 1986/1988 Deutsche Grammophon
- Dvořák, Symphony No. 7 and other works (Smetana) - Leonard Bernstein, 1966 SONY BMG
- Dvorak Schumann, Conc. vlc. - Maisky/Bernstein, Deutsche Grammophon
- Elgar: Enigma Variations - Cello Concerto - BBC Symphony Orchestra/Leonard Bernstein, 2000 Deutsche Grammophon
- Gershwin, Rapsodia in blu/Prel. n.2 - Bernstein, 1982 Deutsche Grammophon
- Gershwin, Rhapsody in Blue - Leonard Bernstein/New York Philharmonic/Columbia Symphony Orchestra, 1961 Sony/Columbia
- Gershwin, Rhapsody In Blue & An American In Paris - Leonard Bernstein/New York Philharmonic, 1964 SONY BMG
- Gershwin Barber Copland, Rapsodia/Adagio/Appalachian - Bernstein, 1982 Deutsche Grammophon
- Gershwin: Rhapsody in Blue, An American in Paris - Grofe: Grand Canyon Suite - Benny Goodman/Columbia Jazz Combo/Columbia Symphony Orchestra/John Corigliano/Leonard Bernstein/New York Philharmonic, 1964 SONY BMG
- Goldmark: Rustic Wedding Symphony - Hindemith: Symphony in E-flat Major - Leonard Bernstein/New York Philharmonic, 1970 Sony
- Grofé, Grand Canyon Suite & Mississippi Suite - Andre Kostelanetz/Leonard Bernstein/New York Philharmonic, 1964 SONY BMG
- Händel, Messiah - Westminster Choir/New York Philharmonic/Addison/Oberlin/Lloyd/Warfield/Bernstein, 1958 Sony
- Haydn: Symphonies 85, 86 & 87 - Leonard Bernstein/New York Philharmonic, 1968 Sony
- Haydn, Symphonies 88, 92 e 94 - Wiener Philharmoniker/Leonard Bernstein, 1995 Deutsche Grammophon
- Haydn: Symphony in D major, Hob. I: 96 "The Miracle"; Symphony in C major, Hob. I: 97; Symphony in G major, Hob. I: 88 - Leonard Bernstein/New York Philharmonic, 1969 Sony
- Haydn, The 6 Paris Symphonies - Leonard Bernstein/New York Philharmonic, 1968 Sony
- Haydn, The 12 London Symphonies - Leonard Bernstein/New York Philharmonic, 1969 Sony
- Haydn: Symphony in D major, Hob.I: 101 "The Clock"; Symphony in E-flat major, Hob. I: 103 "Drum-Roll" - Leonard Bernstein/New York Philharmonic, 1969 Sony
- Haydn: Die Schöpfung (The Creation); "Harmoniemesse" - Leonard Bernstein/Westminster Choir/Camerata Singers/New York Philharmonic, 1968 Sony
- Haydn: Mass In B-flat Major, H. XXII, No. 12 - Theresienmesse/ Theresa Mass - Leonard Bernstein/London Symphony Orchestra/London Symphony Chorus, 1980 Sony
- Haydn: Missa In Tempore Belli; Missa In Angustiis "Nelson" Mass - Leonard Bernstein/Norman Scribner Choir/New York Philharmonic/Westminster Choir, 1969 Sony
- Haydn, Mass in C "Missa in Tempore Belli" - Judith Blegen/Brigitte Fassbaender/Claes-Håkon Ahnsjö/Hans Sotin/Elmar Schloter/Werner Thomas/Chor des Bayerischen Rundfunks/Wolfgang Seeliger/Symphonieorchester des Bayerischen Rundfunks/Leonard Bernstein, 1986 Philips
- Hindemith/Penderecki: Violin Concertos - Isaac Stern/Leonard Bernstein/New York Philharmonic/Stanislaw Skrowaczewski/The Minnesota Orchestra, 1965 SONY BMG
- Holst: The Planets - Elgar: Pomp and Circumstance, Military March No. 1 - Abraham Kaplan/Camerata Singers/Leonard Bernstein/New York Philharmonic, 1969 SONY BMG
- Ives, Sinf. n. 2/Central Park/Gong on the Hook/Tone Roads n. 1/Hymn - Bernstein/NYPO, 1987/1988 Deutsche Grammophon - Grammy Award al miglior album di musica classica 1991
- Ives, Symphony No. 2 and Symphony No. 3 - Leonard Bernstein/New York Philharmonic, 1966 SONY BMG Bernstein Century
- Ives, The Unanswered Question - Leonard Bernstein/New York Philharmonic, 1970 SONY BMG
- Liszt, Faust-Sinfonie - Bernstein/Riegel, Deutsche Grammophon
- Mahler, Lieder eines/Kindertotenlieder - Hampson/Bernstein, 1988/1990 Deutsche Grammophon
- Mahler, Das Lied von der Erde - Dietrich Fischer-Dieskau/James King/Leonard Bernstein/Wiener Philharmoniker, 1967 Decca
- Mahler, Sinf. n. 1-10 - Bernstein, 1973/1974/1985/1987/1988 Deutsche Grammophon - Grammy Hall of Fame Award 2002
- Mahler: Symphony No. 1 in D - "The Titan" - Leonard Bernstein/Royal Concertgebouw Orchestra, 1989 Deutsche Grammophon
- Mahler: Symphony No. 1 "Titan", Adagio from Symphony No. 10 - Leonard Bernstein/New York Philharmonic, 1967 SONY BMG
- Mahler: Symphonies 1 & 5 - Lieder eines fahrenden Gesellen - Leonard Bernstein/Royal Concertgebouw Orchestra/Thomas Hampson, 2000 Deutsche Grammophon
- Mahler: Symphony No. 1 in D major "Titan"; Symphony No. 2 in C minor "Resurrection" (Movt. I) - Leonard Bernstein/Gustav Mahler/New York Philharmonic, 1964 Sony
- Mahler, Symphony No. 2 "Resurrection" - Leonard Bernstein/New York Philharmonic, 1987 Deutsche Grammophon
- Mahler, Sinf. n. 3 - Bernstein/Ludwig, New York Philharmonic 1987 Deutsche Grammophon - Grammy Award for Best Orchestral Performance 1990
- Mahler, Symphony No. 4 - Leonard Bernstein/Royal Concertgebouw Orchestra, 1988 Deutsche Grammophon
- Mahler, Symphony No. 4 in G Major - Leonard Bernstein/New York Philharmonic/Reri Grist, 1960 SONY BMG
- Mahler, Sinf. n. 5 - Bernstein, 1987 Deutsche Grammophon
- Mahler, Symphony No. 5 - Leonard Bernstein/New York Philharmonic, 1964 SONY BMG
- Mahler, Symphony No. 6 - Leonard Bernstein/New York Philharmonic, 1967 SONY BMG
- Mahler, Symphony No. 6 - Kindertotenlieder - Leonard Bernstein/Thomas Hampson/Wiener Philharmoniker, 1989 Deutsche Grammophon
- Mahler, Symphony No. 7 in E minor - Leonard Bernstein/New York Philharmonic, 1966 Sony
- Mahler, Symphony No. 8 - Leonard Bernstein/London Symphony Orchestra & Choir, 1966 Sony - Grammy Award al miglior album di musica classica e Grammy Award for Best Choral Performance 1968
- Mahler, Sinf. n. 9 - Bernstein, Berlin Philharmonic Orchestra 1979 Deutsche Grammophon - Grammy Award al miglior album di musica classica e Grammy Award for Best Orchestral Performance 1992
- Mahler, Symphony No. 9 in D Major - Leonard Bernstein/New York Philharmonic, 1967 SONY BMG
- Mahler: Symphonic Works - Vol. 1 - Symphonies No. 1-4 - Lieder eines fahrenden Gesellen - Leonard Bernstein/Royal Concertgebouw Orchestra, Deutsche Grammophon
- Mahler, Songs - Dietrich Fischer-Dieskau/Leonard Bernstein, 1971 Sony
- Bernstein - Complete Mahler - Vol. 2 - Leonard Bernstein, Deutsche Grammophon
- Bernstein - Complete Mahler - Vol. 3 - Leonard Bernstein, Deutsche Grammophon
- Mendelssohn, Symphonies No. 3 "Scottish" & No. 4 "Italian" - Israel Philharmonic Orchestra/Leonard Bernstein, 1979 Deutsche Grammophon
- Mendelssohn: Concerto for Violin and Orchestra in E minor, Op. 64; Symphony No. 4 in A Major, Op. 90 "Italian"; other works - Leonard Bernstein/New York Philharmonic/Pinchas Zukerman, 1969 SONY BMG
- Milhaud: la Création Du Monde, Le Boeuf Sur Le Toit & Saudades Do Brasil - Leonard Bernstein, 1978 EMI Great Recording of the Century
- Mozart, Messe K.427/Exsultate/Ave Verum - Bernstein/Auger/Stade/Lopardo, 1990 Deutsche Grammophon
- Mozart, Requiem - Bernstein/McLaughlin/Ewing, 1988 Deutsche Grammophon
- Mozart, Requiem/Messa in do min./Ave verum/Exsultate, jubilate - Bernstein/McLaughlin/Ewing/Auger/Von Stade, 1988/1990 Deutsche Grammophon
- Mozart, Sinf. n. 35, 41 - Leonard Bernstein, Wiener Philharmoniker, Deutsche Grammophon
- Mozart, Sinf. n. 36, 38 - Leonard Bernstein, Wiener Philharmoniker, Deutsche Grammophon
- Mozart, Sinf. n. 39, 40 - Leonard Bernstein, Wiener Philharmoniker, Deutsche Grammophon
- Mozart, Sinf. n. 25, 29, 35, 36, 38-41 - Leonard Bernstein, Wiener Philharmoniker, Deutsche Grammophon
- Mozart, Symphonies No. 25 & 29 - Clarinet Concerto - Leonard Bernstein/Peter Schmidl/Wiener Philharmoniker, 1990 Deutsche Grammophon
- Mozart: Piano Concerto No. 25 & Eine Kleine Nachtmusik - Leonard Bernstein/New York Philharmonic/Israel Philharmonic, 1978 Columbia Masterworks
- Mozart: Piano Concertos No. 15 & 17 - Leonard Bernstein/Columbia Symphony Orchestra, 1998 Sony
- Mozart: Concerto for Two Pianos K. 365, Concerto for Three Pianos K. 242 & Piano Quartet K. 478 - Leonard Bernstein/Arthur Gold/Robert Fizdake/New York Philharmonic/Juilliard String Quartet, 1998 Sony
- Mussorgsky, Pictures At an Exhibition & Night On Bald Mountain - Leonard Bernstein/New York Philharmonic, 1967 SONY BMG
- Nielsen: Symphony No. 2, op. 16 "The Four Temperaments"; Symphony No. 4, op. 29 "The Inextinguishable" - Leonard Bernstein/New York Philharmonic, 1970 Sony
- Nielsen, Symphony No. 3 & Symphony No. 5 - Leonard Bernstein/New York Philharmonic, 1965 Sony
- Prokofiev: Peter and the Wolf, Saint-Saëns: Carnival of the Animals, Britten: Young Person's Guide - Leonard Bernstein/New York Philharmonic, 1967 SONY BMG Bernstein Century - Children's Classics - Grammy Award Best Recording for Children 1961 e 1962
- Prokofiev: Classical Symphony (No. 1) in D major - Symphony No. 5 in B-flat major - Leonard Bernstein/New York Philharmonic, 1968 Sony
- Puccini, La Bohème - Leonard Bernstein/Coro e Orchestra dell'Accademia Nazionale di Santa Cecilia, Deutsche Grammophon
- Rachmaninoff, Piano Concertos Nos. 2 & 3 - André Watts/Leonard Bernstein/New York Philharmonic/Philippe Entremont/Seiji Ozawa, 1970 SONY BMG
- Ravel, Boléro, Alborada del Gracioso & La Valse - Leonard Bernstein/New York Philharmonic/Orchestre national de France, 1965 SONY BMG
- Respighi: Pini di Roma, Feste Romane - Leonard Bernstein, 1970 SONY BMG
- Rimsky-Korsakov: Shéhérazade, Capriccio Espagnol - Leonard Bernstein/New York Philharmonic, 1959 SONY BMG
- Rossini: Il barbiere di Siviglia, La gazza ladra, Guglielmo Tell, L'italiana in Algeri, La scala di seta, Semiramide, Overture - Leonard Bernstein/New York Philharmonic, 1967 SONY BMG
- Saint-Saens: Symphony No. 3 - Schubert: Symphony No. 5 - Leonard Bernstein/New York Philharmonic, 1964 Sony
- Schubert, Sinf. n. 5, 8 - Bernstein, Deutsche Grammophon
- Schubert: Symphonies No. 8, "Unfinished" and No. 9, "The Great" - Leonard Bernstein/New York Philharmonic, 1971 SONY BMG
- Schumann, Sinf. n. 1-4 - Bernstein, Deutsche Grammophon
- Schumann: Symphony No. 1 in B-flat major, op. 38 "Spring"; Symphony No. 2 in C major, op. 61 - Leonard Bernstein/New York Philharmonic, 1964 Sony
- Schuman: Symphonies Nos. 3, 5 & 8 - Leonard Bernstein/New York Philharmonic, 1970 SONY BMG
- Schumann: Symphony No. 3 in E-Flat Major, Op. 97 "Rhenish" - Symphony No. 4 in D Minor, Op. 120 - Leonard Bernstein, 1961 Sony
- Shostakovich, Symphony Nos. 5 & 9 - Leonard Bernstein/Manuel Zegler/New York Philharmonic, 1959 SONY BMG
- Shostakovich: Symphony No. 5, Cello Concerto - Eugene Ormandy/Leonard Bernstein/New York Philharmonic/The Philhadelphia Orchestra/Yo-Yo Ma, 1983 SONY BMG/CBS
- Shostakovich, Symphonies Nos. 1 & 7 "Leningrad" - Chicago Symphony Orchestra/Leonard Bernstein, 1989 Deutsche Grammophon - Grammy Award for Best Orchestral Performance 1990
- Shostakovich: Symphony No. 1 in F minor, op. 10; Symphony No. 6 in B minor, op. 54 - Leonard Bernstein/New York Philharmonic, 1973 Sony
- Shostakovich: Symphony No. 7 in C major, op. 60 "Leningrad" - Leonard Bernstein/New York Philharmonic, 1965 Sony
- Sibelius, Sinf. n. 1, 2, 5, 7 - Bernstein, 1986/1987/1988/1990 Deutsche Grammophon
- Sibelius: Symphony No. 1 in E minor, op. 39; Symphony No. 6 in D minor, op. 104 - Leonard Bernstein/New York Philharmonic, 1970 Sony
- Sibelius: Symphony No. 2 in D Major, Op. 43; Symphony No. 7 in C Major, Op. 105 - Leonard Bernstein/New York Philharmonic, 1969 SONY BMG
- Sibelius: Symphony No. 4 in A minor, op. 63; Symphony No. 5 in E-flat major, op. 82 - Leonard Bernstein/New York Philharmonic, 1968 Sony
- Sibelius Elgar Britten, Sinf. n. 1, 2, 5, 7/Enigma Var./Sea interludes - Bernstein, 1982/1984/1989/1990 Deutsche Grammophon
- Stravinsky, Sagra/Petrouchka - Bernstein, 1982 Deutsche Grammophon
- Stravinsky: Petrouchka, Pulcinella Suite - Leonard Bernstein/New York Philharmonic, 1970 SONY BMG Great Performances
- Stravinsky, Le sacre du printemps (The Rite of Spring) - Leonard Bernstein/New York Philharmonic, 1958 Sony
- Stravinsky: Oedipus Rex, Symphony of Psalms - Boston Symphony Orchestra/David Evitts/English Bach Festival Choir/Ezio Flagello/Frank Hoffmeister/Harvard Glee Club/Leonard Bernstein/London Symphony Orchestra/René Kollo/Tatiana Troyanos/Tom Krause, 1977 SONY BMG
- Stravinsky Shostakovich, Complete recordings on DGrammophon - Bernstein, 1977/1982/1984/1985/1986/1988 Deutsche Grammophon
- Suppé: Light Cavalry, Overture - Leonard Bernstein/New York Philharmonic, 1967 SONY BMG
- Suppé: Poet and peasant, Overture - Leonard Bernstein/New York Philharmonic, 1967 SONY BMG
- Verdi, Requiem - Leonard Bernstein/London Symphony Orchestra and Chorus, 1970 SONY BMG
- Verdi, Falstaff - Leonard Bernstein/Wiener Philharmoniker, 1966 SONY BMG
- Vivaldi, The Four Seasons & Concertos - Harold Gomberg/John Corigliano/Leonard Bernstein/New York Philharmonic, 1965 Sony
- Wagner: Selections from Tristan and Isolde, Tannhäuser and Götterdämmerung; Wesendonck Lieder - Leonard Bernstein/Eileen Farrell/New York Philharmonic, 1968 SONY BMG
- Humor in Music; What Is a Melody? (Leonard Bernstein's Young People's Concerts with the New York Philharmonic) Sony - Grammy Award for Best Spoken Word Album 1961
- Bernstein Conducts For Young People - New York Philharmonic - Columbia - Grammy Award for Best Album for Children 1964
- Concert of the Century - Vladimir Horowitz, Yehudi Menuhin, Isaac Stern, Mstislav Rostropovich e Dietrich Fischer-Dieskau Sony - Grammy Award al miglior album di musica classica 1977
- Leonard Bernstein: Songs, Duets, Arias and Barcarolles - KOCH - Grammy Award alla miglior composizione di musica contemporanea 1990
- Bernstein, The Leonard Bernstein Collection. Vol. 1 + DVD - Limited Edition/Edizione limitata, 2014 Deutsche Grammophon
- Götterdämmerung - Brunnhilde's Immolation Scene/Wesendonck Songs con Eileen Farrell & the New York Philharmonic, Columbia - Grammy Award for Best Classical Vocal Performance 1963
- The Joy of Christmas - Leonard Bernstein/Mormon Tabernacle Choir/New York Philharmonic, 1971 SONY BMG
- Great Marches - Leonard Bernstein/New York Philharmonic, 1970 SONY BMG
- Favorite Overtures - Leonard Bernstein/New York Philharmonic, 1965 SONY BMG
- What Is Jazz - Leonard Bernstein, 1960 Sony

## Videografia
- Beethoven, Beethoven cycle (+ Bonus cd di interviste a Bernstein) - Bernstein, 1977/1978/1979/1989/1991 Deutsche Grammophon
- Beethoven, Conc. pf. n. 3, 4 e 5 - Zimerman/Bernstein, 1989 Deutsche Grammophon
- Beethoven, Fidelio - Bernstein/Janowitz/Kollo/Popp, regia Otto Schenk 1978 Deutsche Grammophon
- Beethoven, Sinf. n. 1, 8 e 9 (Beethoven cycle) - Bernstein/Jones/Schwarz/Kollo, 1978/1979 Deutsche Grammophon
- Beethoven, Sinf. n. 3, 4 e 5 (Beethoven cycle) - Bernstein, 1977/1978 Deutsche Grammophon
- Bernstein, Candide - Bernstein/Hadley/Anderson, 1989 Deutsche Grammophon
- Bernstein, The making of West Side Story - Bernstein/Te Kanawa/Carreras, 1984 Deutsche Grammophon
- Brahms, Conc. pf. n. 1-2 - Zimerman/Bernstein, 1983/1984 Deutsche Grammophon
- Brahms, Sinf. n. 1-4 (con intr. di Bernstein a ciascuna sinf.) - Bernstein, 1981/1982 Deutsche Grammophon
- Ciaikovsky, Sinf. n. 4, 5/Conc. vl./Andante cantabile - Bernstein/Belkin, 1975 Deutsche Grammophon
- Mahler, Lieder eines/Kindertotenlieder/Des KnabenW./Rückert Lieder - Bernstein/Hampson/Popp, 1984/1988/1990 Deutsche Grammophon
- Mahler, Sinf. n. 1, 2, 3 - Bernstein/Baker/Ludwig, 1972/1973/1974 Deutsche Grammophon
- Mahler, Sinf. n. 1-10/Lied von d. Erde + prove inedite - Bernstein, 1971/1972/1973/1974/1975/1976 Deutsche Grammophon
- Mahler, Sinf. n. 4, 5, 6 - Bernstein/Mathis, 1972/1976 Deutsche Grammophon
- Mahler, Sinf. n. 7, 8 - Bernstein, 1975 Deutsche Grammophon
- Mahler, Sinf. n. 9, 10/Lied von der Erde - Bernstein/Ludwig/Kollo, 1971/1972/1974 Deutsche Grammophon
- Mozart, Requiem - Bernstein/McLaughlin/Ewing, 1988 Deutsche Grammophon
- Schumann, Sinf. n. 1-4 - Bernstein, 1984/1985 Deutsche Grammophon
- Rostropovich, Life and art - Rostropovich/Bernstein/Karajan, 1976 Deutsche Grammophon

## Scritti
- La gioia della musica (The Joy of Music, 1959), collana La nostra via, traduzione di Raffaele Mammalella, Milano, Longanesi, 1982.
- Giocare con la musica (Young People's Concerts, 1962), a cura di Jack Gottlieb, Excelsior 1881, 2007, ISBN 978-88-615-8032-9. - Cornaredo (Milano), Il Castello, 2015.
- The Infinite Variety of Music, New York, Simon & Schuster, 1966; New York, Anchor Books, 1993, ISBN 0-385-42438-8.
- La domanda senza risposta. Sei lezioni sulla musica (The Unanswered Question: Six Talks at Harvard, 1976), Milano, Adelphi, 2025, ISBN 978-88-459-3883-2.
- Scoperte (Findings, 1982; New edition, 1993), a cura di Giovanni Gavazzeni, collana La Cultura, Milano, Il Saggiatore, 2018, ISBN 978-88-428-2452-7.
- Una vita per la musica. Conversazioni, a cura di Enrico Postiglione, collana Musicalia, Pantheon, 1995, ISBN 978-88-743-4000-2.
- The Leonard Bernstein Letters, Edited by Nigel Simeone, New Haven, Yale University Press, 2013, ISBN 978-03-001-7909-5.
  -  Lettere ai familiari 1945-1990, Milano, Archinto, 2019, ISBN 978-88-776-8731-9. [selezione tratta dalle Letters]